# Hesperochernes shinjoensis
Hesperochernes shinjoensis är en spindeldjursart som beskrevs av Sato 1983. Hesperochernes shinjoensis ingår i släktet Hesperochernes och familjen blindklokrypare. Inga underarter finns listade i Catalogue of Life.